# Breiðhorn
Breiðhorn är en bergstopp i republiken Island. Den ligger i regionen Västfjordarna, 200 km norr om huvudstaden Reykjavík. Toppen på Breiðhorn är 812 meter över havet.
Närmaste större samhälle är Þingeyri, nära Breiðhorn. Trakten runt Breiðhorn består i huvudsak av gräsmarker.